# Diego Fabbrini
Diego Fabbrini, né le 31 juillet 1990 à San Giuliano Terme, est un footballeur international italien évoluant au poste d'attaquant dans le club de l'US Alexandrie.

## Biographie

### En sélection
Diego Fabbrini joue en Serie A à l'US Palerme et il a été sélectionné en équipe d'Italie des moins de 21 ans en 2010. Il connait par la suite sa première sélection en équipe A d'Italie.